# 극점 (복소해석학)

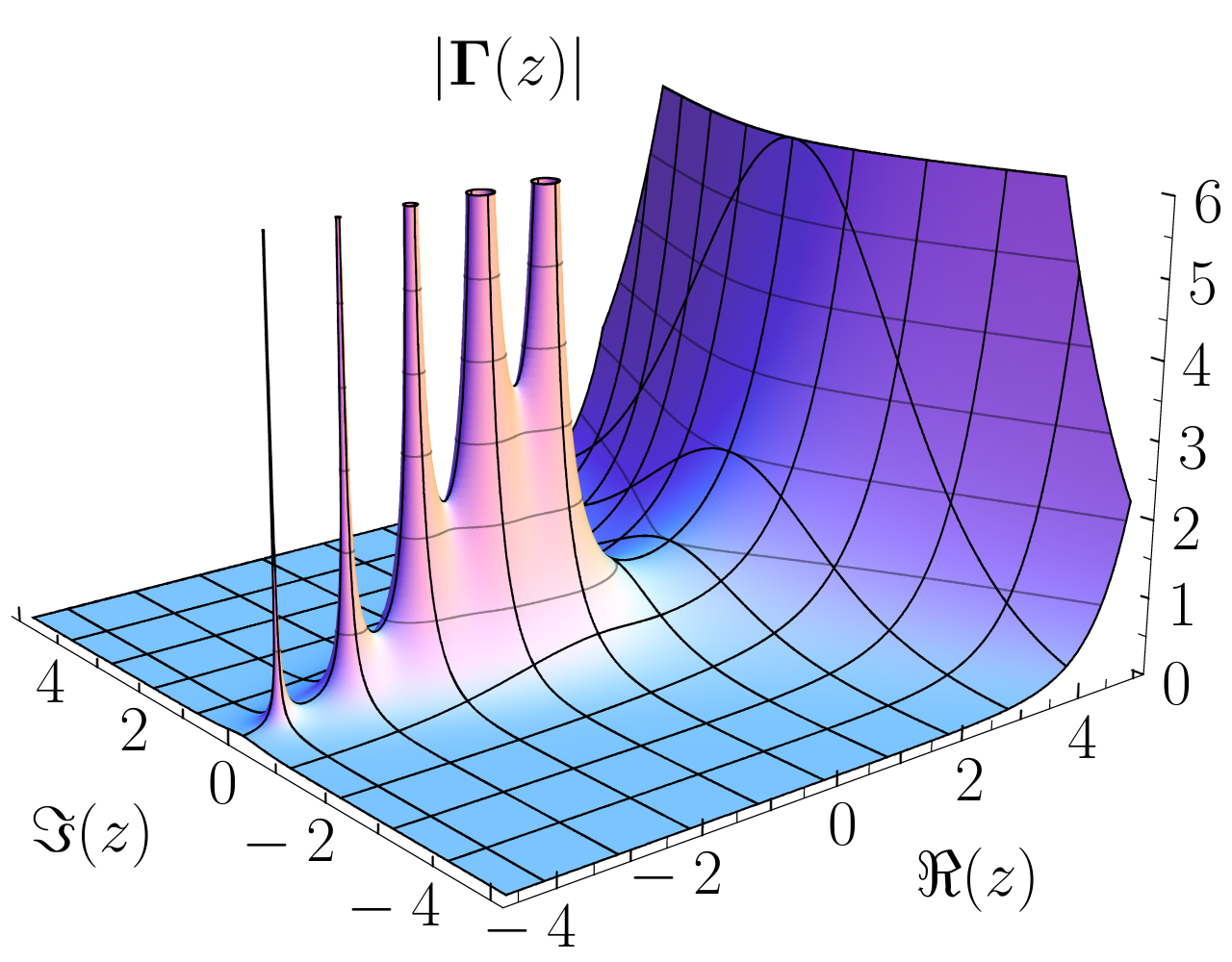
감마 함수의 절댓값. 감마 함수는 음의 정수에서 일련의 극점들을 갖는다.

복소해석학에서 극점(極點, 영어: pole)은 국소적으로 {\displaystyle 1/z^{k}}가 {\displaystyle z=0}에서 갖는 특이점과 같은 형태의 특이점이다.

## 정의
{\displaystyle U\subset \mathbb {C} }가 복소평면의 열린 부분집합이라고 하고, 정칙함수 {\displaystyle f\colon U\setminus \{z_{0}\}\to \mathbb {C} }가 주어졌다고 하자. 정수 {\displaystyle k}에 대하여, {\displaystyle (z-z_{0})^{k}f(z)}가 {\displaystyle z=z_{0}}에서 제거 가능 특이점을 갖는지 여부를 생각할 수 있다. 즉 정칙함수 {\displaystyle g\colon U\to \mathbb {C} }가 존재하여, 모든 {\displaystyle z\neq z_{0}}에서 {\displaystyle g(z)=(z-z_{0})^{k}f(z)}이게 될 수 있는지 여부이다. 만약 위 성질을 만족시키는 최소의 {\displaystyle k}가 양의 정수라면, {\displaystyle f}가 {\displaystyle z_{0}}에서 극점을 갖는다고 한다. 이 경우, 위 성질을 만족시키는 최소의 양의 정수 {\displaystyle k}를 극점 {\displaystyle z_{0}}의 계수(영어: order)라고 한다.
계수가 1인 극점을 단순극(單純極, 영어: simple pole)이라고 한다.

## 같이 보기
- 특이점 (해석학)
- 분지절단
- 유수 (복소해석학)